# Rosni-csúcs
A Rosni-csúcs (szerbhorvátul Rosni Vrh / Росни Врх; albánul Maja Rosit, Maja e Roshit, ritkán Maja Rozit) egy 2524 méter magas csúcs az Albánia és Montenegró határon lévő Prokletije hegységben. A hegy Montenegró második legmagasabb csúcsa a Zla Kolata (2534 m) után és a Bobotov Kuk (2522 m) előtt.

## Földrajza
A Jezerca, 2694 m tengerszint feletti magasságával a Prokletije legmagasabb hegye, alig több mint öt kilométerre délnyugatra található. A hegy a Jezerca-hegy és a Kollata között emelkedik. Délen a terep meredeken lejt a Valbona-völgy felé. A Rosni-csúcs azonban Valbona faluból nem látható, mivel a délkeleti hegygerincen a Maja e Thatë (2405 m ) eltakarja. Északon, a kezdeti sziklafalak után, Herbert Louis szerint a csúcsrégió egy széles „fennsíkhoz hasonló hegyi tömeg,” amely a Valbona-völgy északi részén, a Drina, a Lim és a Duna vízgyűjtő területe között helyezkedik el. Az egész régióhoz hasonlóan a Rosni-csúcs is mészkőből van. Nyugaton a nyereg feletti emelkedő hosszú és meredek, de a hegymászó pontok hiánya nem jelent problémát. A montenegrói oldalon a hegyet Vusanjéból, Gusinje közelében, a Ropojana-völgyön és a Romanon keresztül kell megmászni. A csúcsról csodálatos kilátás nyílik a Prokletije-hegységre.

## Fordítás
- Ez a szócikk részben vagy egészben  a   Maja Rosit című német Wikipédia-szócikk ezen változatának fordításán alapul.  Az eredeti cikk szerkesztőit annak laptörténete sorolja fel. Ez a jelzés csupán a megfogalmazás eredetét és a szerzői jogokat jelzi, nem szolgál a cikkben szereplő információk forrásmegjelöléseként.